# 野与党
野与党（のよとう）は、武蔵七党の1つで、平安時代後期から鎌倉時代にかけて、武蔵国埼玉郡（現・加須市付近）の野与庄を中心に勢力のあった武士団である。足立郡、比企郡などにも同族がいた。桓武平氏の平忠常の子・胤宗の子の基宗を祖とするとされている。一族は、23家に分かれている。

## 野与党の諸氏
- 野与氏
- 多名氏
- 金氏
- 鬼窪氏
- 柏間氏
- 道智氏
- 多賀谷氏
- 道後氏
- 笹原氏
- 大蔵氏
- 南鬼窪氏
- 西脇氏
- 白岡氏
- 箕勾氏
- 柏崎氏
- 戸田氏
- 大相模氏
- 須久毛氏
- 渋谷氏
- 金重氏
- 野崎氏
- 利江氏
- 高柳氏

## 系図

### 系図
```
 
平高望

　 ┃
　
良文

　 ┃
　
忠頼

　 ┃
　
忠常

　 ┃
　
胤宗

　 ┃
　
基宗

　 ┣━━━━━━━━━━━━━━━━━━━━━━━━━━━━━┓

野与基永
　　　　　　　　　　　　　　　　　　　　　　　　　　
村山頼任

　 ┣━━━━━━━━━━━━━━━┳━━━━━━━━━━┓（
村山党
へ）
　
行基
　　　　　　　　　　　　　
道智頼意
　　　　　　　
大蔵經長
　
　 ┣━━━━━━┳━━━━┓　　　┃　　　　　　　　　　┣━━━┓

多名長綱
　　　
鬼窪定綱
　
菅間弘光
　
頼基
（有賀頼基）　　　
行長
　
渋江經遠

　 ┣━━━┓　　　　　　　　　　　┣━━━━┳━━━┓（
大蔵氏
へ）

金平長光
　
忠光
　　　　　　　　　　
直基
　
多賀谷光基
　
季頼
　
　　　　　　　　　　　　　　（
道智氏
へ）（
多賀谷氏
へ）
```